# Bijela Crkva
Bijela Crkva este un sat din comuna Rožaje, Muntenegru. Conform datelor de la recensământul din 2003, localitatea are 195 de locuitori (la recensământul din 1991 erau 245 de locuitori).

## Demografie
În satul Bijela Crkva locuiesc 149 de persoane adulte, iar vârsta medie a populației este de 37,4 de ani (36,4 la bărbați și 38,4 la femei). În localitate sunt 57 de gospodării, iar numărul mediu de membri în gospodărie este de 3,42.
Această localitate este populată majoritar de sârbi (conform recensământului din 2003).
|  |

| Demografie | Demografie | Demografie |
| An         | Locuitori  | Locuitori  |
| ---------- | ---------- | ---------- |
|            |            |            |
|            |            |            |
|            |            |            |
|            |            |            |
| 1948       | 313        |            |
| 1953       | 337        |            |
| 1961       | 318        |            |
| 1971       | 291        |            |
| 1981       | 289        |            |
| 1991       | 245        | 238        |
| 2003       | 195        | 195        |

| \| Componența etnică conform recensământului din 2003[2] \| Componența etnică conform recensământului din 2003[2] \| Componența etnică conform recensământului din 2003[2] \| Componența etnică conform recensământului din 2003[2] \| Componența etnică conform recensământului din 2003[2] \| \| ----------------------------------------------------- \| ----------------------------------------------------- \| ----------------------------------------------------- \| ----------------------------------------------------- \| ----------------------------------------------------- \| \| \| \| \| \| \| \| Sârbi \| Sârbi \| \| 171 \| 87,69% \| \| Muntenegreni \| Muntenegreni \| \| 22 \| 11,28% \| \| Bosniaci \| Bosniaci \| \| 1 \| 0,51% \| \| necunoscută \| necunoscută \| \| 0 \| 0% \| |              |  |     |        |
| Componența etnică conform recensământului din 2003 |              |  |     |        |
| |              |  |     |        |
| Sârbi | Sârbi        |  | 171 | 87,69% |
| Muntenegreni | Muntenegreni |  | 22  | 11,28% |
| Bosniaci | Bosniaci     |  | 1   | 0,51%  |
| necunoscută | necunoscută  |  | 0   | 0%     |